# Handley Page Heyford
El Handley Page Heyford fue un bombardero biplano bimotor. Aunque tuvo una corta vida útil, equipó a varios escuadrones de la RAF, siendo uno de los bombarderos británicos más importantes de mediados de la década de 1930, y el último bombardero pesado biplano en prestar servicio con la RAF.

## Diseño y desarrollo
El Heyford fue construido para cumplir con la especificación B.19/27 del Ministerio del Aire por un bombardero nocturno pesado que reemplazara al Vickers Virginia; se requería un avión bimotor capaz de transportar 700 kg de bombas y una velocidad de 185 km/h. La especificación resultó en una gran cantidad de propuestas presentadas por la industria aeronáutica británica, con diseños de Fairey (Hendon) y Vickers (Type 150 Vanox y Type 163 en construcción), así como el proyecto de Handley Page. El diseño del prototipo Handley Page HP.38 fue realizado por el diseñador jefe de la compañía, George R. Volkert. Realizó su primer vuelo el 12 de junio de 1930 desde el aeródromo de la firma en Radlett, propulsado por dos motores Rolls-Royce Kestrel II de 390 kW (525 hp) que movían hélices bipala.
La compañía Handley Page llamó Express Bomber (Bombardero Exprés) al Heyford, porque sus sistemas de servicio en tierra eran tales que el reabastecimiento de combustible, rearmado y los ajustes de funcionamiento podían realizarse simultáneamente en el menor tiempo posible. Los fabricantes afirmaron que el avión podría volver a estar de nuevo operativo después de un vuelo de 1500 km en el espacio de media hora.
El avión era de construcción mixta con alas de estructura básica metálica recubiertas de tela; la sección central del ala inferior presentaba un grosor doble de lo usual para permitir el transporte de bombas en su interior; mientras que el fuselaje tenía una sección delantera monocasco recubierta de láminas de aluminio y de tela barnizada en la parte trasera. La unidad de cola estaba arriostrada, y sustentaba dos conjuntos de deriva y timón de dirección; estaba enmarcada en metal con revestimiento de tela, y el ángulo de incidencia del plano de cola era ajustable en vuelo. El tren de aterrizaje constaba de unidades individuales gemelas con frenos de accionamiento neumático carenados unidos en el ala inferior; la rueda de cola era del tipo de fundición completa y estaba equipada con un neumático de baja presión. Contaba con cuatro tripulantes, siendo un piloto, un navegante/bombardero, un operador de radio y un artillero dorsal/ventral. Se proporcionaron posiciones abiertas para el piloto y los artilleros de proa y dorsal. El Heyford tenía una configuración novedosa, con el fuselaje conectado al ala superior y con la bodega de bombas en el ala inferior; esto proporcionaba un buen campo de fuego defensivo en los puestos de tiro de proa y dorsal, así como la torreta "basurero" ventral retráctil a popa del ala, cada una equipada con una única ametralladora Lewis de 7,7 mm. El diseño permitió a los equipos de tierra colocar bombas con seguridad mientras los motores estaban en funcionamiento, aunque el resultado era que el piloto estaba a unos 5 m del suelo.
El HP.38 pasó con éxito las pruebas de servicio en Martlesham Heath y con el Escuadrón N.º 10 de la RAF, resultando elegido como el ganador de la competición B.19/27, siendo ordenado como HP.50 Heyford. Los ejemplares de producción Heyford Mk I estaban equipados con motores Kestrel III de 429 kW (575 hp) y retuvieron las hélices bipala, mientras que los Mk IA tenían hélices de cuatro palas. Las variaciones del motor marcaron las principales diferencias entre los Mk II y III; el primero estaba equipado con Kestrel IV de 480 kW (640 hp), y sobrealimentados de 518 kW (695 hp) en el Heyford III.

## Historia operacional
El Heyford Mk.I entró en servicio con el No. 99 Squadron en la base de RAF Upper Heyford, Oxfordshire, en noviembre de 1933, y más tarde con los No. 10 y No. 7 Squadrons, volviendo a equiparse con los Heyford Mk.IA y II en agosto de 1934 y abril de 1935, respectivamente. Como parte del esquema de expansión de la RAF, se realizaron pedidos de 70 Heyford Mk.III en 1936, con motores Rolls-Royce Kestrel VI refrigerados por condensador de vapor; la entrega de estos aviones permitió a la RAF tener nueve escuadrones operativos de Heyford a finales de 1936.
Estos escuadrones formaron la mayor parte de la fuerza de bombarderos nocturnos del Mando de Bombardeo a finales de los años treinta. Los Heyford realizaron muchos ejercicios nocturnos de largo alcance; a veces, simulacros de ataques contra objetivos en Francia. El desastre ocurrió en uno de estos ejercicios el 12 de diciembre de 1936, cuando un vuelo de siete Heyford del Escuadrón n.º 102 de la RAF, en ruta desde Aldergrove, Irlanda del Norte (a donde se habían desplazado para realizar prácticas de armamento), se encontraron con niebla y heladas condiciones climáticas cuando se acercaban a su base en Finningley, Yorkshire; cuatro se estrellaron y dos tuvieron que realizar aterrizajes forzosos, con el resultado de la muerte de tres tripulantes, uno gravemente herido y dos leves.
El Heyford comenzó a ser reemplazado en 1937, con la entrada en servicio de los Armstrong Whitworth Whitley y Vickers Wellesley; finalmente fue retirado del servicio de primera línea en 1939, cuando fue reemplazado por los Vickers Wellington. Algunos ejemplares permanecieron volando en los años 40 como entrenadores de bombarderos y artilleros, habiendo sido declarados obsoletos en julio de 1939; sin embargo, continuaron en servicio por algún tiempo, especialmente en unidades de entrenamiento hasta 1941. También al menos dos ejemplares fueron utilizados como remolcadores de planeadores hasta abril de 1941, y otros dos ejemplares tuvieron un uso experimental; uno en los primeros experimentos del radar aerotransportado, y el otro en el reabastecimiento de combustible en vuelo; se tiene constancia que uno estuvo almacenado hasta 1944.

## Variantes
HP.38
Único prototipo, propulsado por dos motores Rolls-Royce F.XIV y volado en junio de 1930.
HP.50 Heyford Mk.I
Propulsado con motores Rolls-Royce Kestrel III de 429 kW (575 hp): 15 construidos, matrículas K3489-K3902 (último avión construido como prototipo del Mk.II).
HP.50 Heyford Mk.IA
Cambios en los soportes de motor, generador mecánico, hélices de cuatro palas: 23 construidos, matrículas K4021-K4043.
HP.50 Heyford Mk.II
Propulsado con motores Kestrel IV de 480 kW (640 hp): 16 construidos, matrículas K4863-K4878.
HP.50 Heyford Mk.III
Motores Kestrel VI sobrealimentados de 518 kW (695 hp): 70 construidos en dos lotes, matrículas K5180-K5199 y K6857-K6906, para un total de 125 (incluido el prototipo, J9130).

## Operadores
Reino Unido
- Real Fuerza Aérea[18]

## Especificaciones (Heyford Mk.IA)
Referencia datos: Enciclopedia Ilustrada de la Aviación, Vol.8 pág 2074, Edit. Delta, Barcelona 1982 ISBN 84-85822-73-O

### Características generales
- Tripulación: Cuatro (piloto, copiloto/navegador, apuntador/artillero, operador de radio/artillero)
- Longitud: 17,7 m (58 ft)
- Envergadura: 22,9 m (75 ft)
- Altura: 5,3 m (17,5 ft)
- Superficie alar: 136,6 m² (1470 ft²)
- Peso vacío: 4170 kg (9190,7 lb)
- Peso máximo al despegue: 7660 kg (16 882,6 lb)
- Planta motriz: 2× motor lineal V12 refrigerado por líquido Rolls-Royce Kestrel IIIS o IIIS-5.
  - Potencia: 391 kW (539 HP; 532 CV) cada uno.
- Hélices: 1× cuatripala de paso fijo por motor.

### Rendimiento
- Velocidad máxima operativa (Vno): 229 km/h (142 MPH; 124 kt) a 3962 m (13 000 pies)
- Alcance: 1480 km (799 nmi; 920 mi)
- Techo de vuelo: 6400 m (20 997 ft)

### Armamento
- Ametralladoras: 

  - 3x Lewis de 7,7 mm en posiciones de morro, dorsal y ventral "cubo de basura"
- Bombas: 1134 kg

## Aeronaves relacionadas

### Aeronaves similares
- Avro 613

### Secuencias de designación
- Secuencia HP._ (interna de Handley Page): ← HP.35 - HP.36 - HP.37 - HP.38 - HP.39 - HP.40 - HP.41 -- HP.47 - HP.48 - HP.49 - HP.50 - HP.51 - HP.52 - HP.53 →